# Estación de Guillarey
Guillarey (en gallego, y oficialmente según Adif, Guillarei) es una estación ferroviaria española situada en la parroquia de Guillarey, en el municipio de Tuy en la provincia de Pontevedra, comunidad autónoma de Galicia. Cuenta con servicios de Larga y Media Distancia, además de cumplir funciones logísticas.

## Situación ferroviaria
Guillarey está situada en el punto kilométrico 140,613 de la línea férrea de ancho ibérico que une Monforte de Lemos con Redondela a 21 metros de altitud, entre las estaciones de Caldelas y Porriño. El tramo es de vía única y está electrificado.
Además, se encuentra en esta estación el punto kilométrico 0,000 de la línea férrea de ancho ibérico que une Guillarey con Valença do Minho (Portugal). El tramo es de vía única y está electrificado.

## Historia
La estación fue inaugurada el 17 de marzo de 1878 con la apertura del tramo Guillarey-Vigo de la línea que pretendía unir Vigo con Monforte de Lemos. La compañía encargada de las obras fue MZOV. El ramal a la frontera portuguesa, por su parte quedó abierto al tráfico el 1 de enero de 1884. En 1928, los graves problemas económicos que sufrían las empresas que gestionaban las líneas férreas del oeste español llevaron al estado a la nacionalización de las mismas y a su agrupación en la Compañía Nacional de los Ferrocarriles del Oeste. En 1941, Oeste se integraría como el resto de compañías ferroviarias españolas en RENFE.
Desde el 31 de diciembre de 2004 Renfe Operadora explota la línea mientras que Adif es la titular de las instalaciones ferroviarias.

Fotografías de trenes en la estación de Guillarei
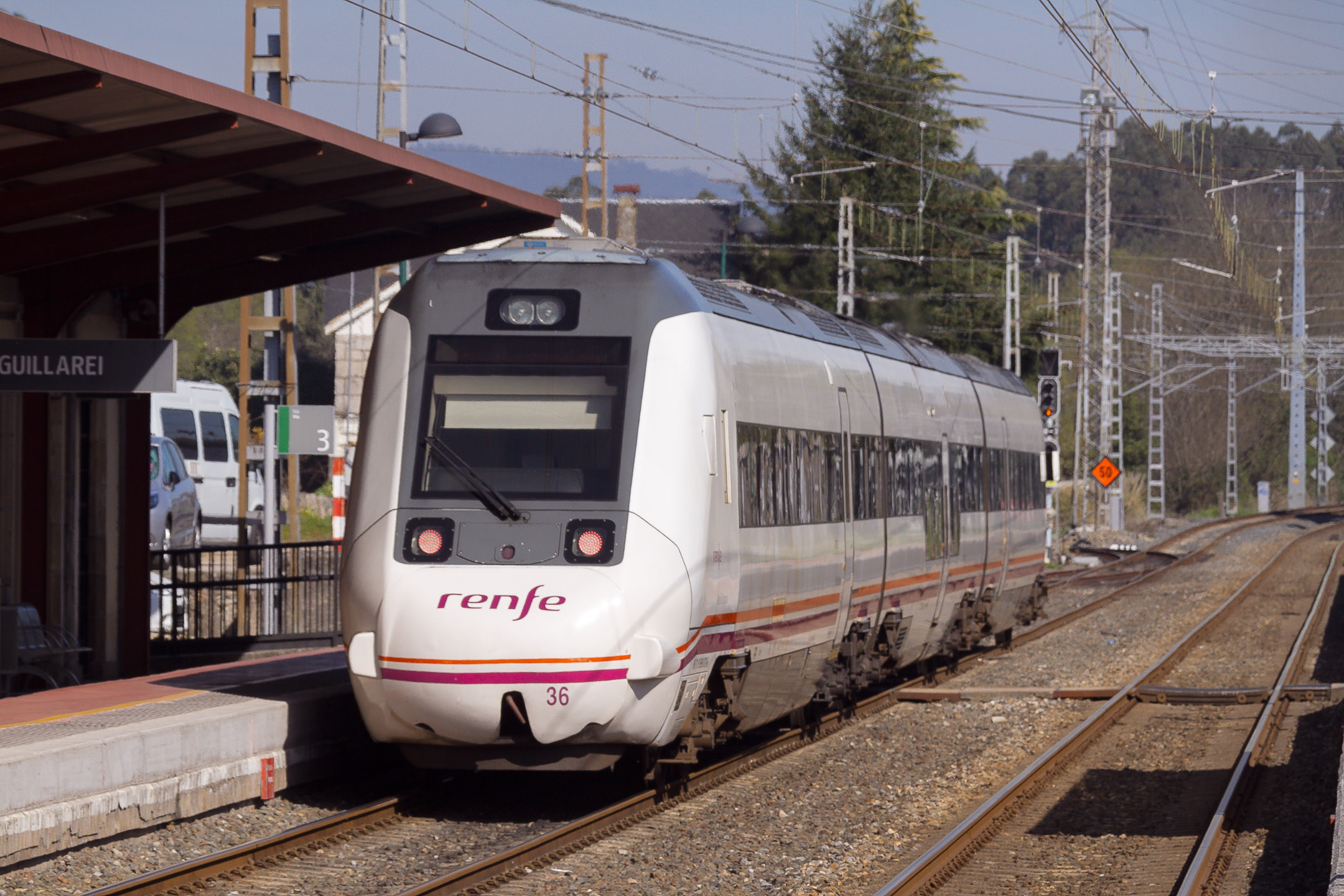
Un tren de Media Distancia de Renfe entrando en la estación de Guillarey procedente de Vigo, donde remata su recorrido para regresar a continuación a Vigo.
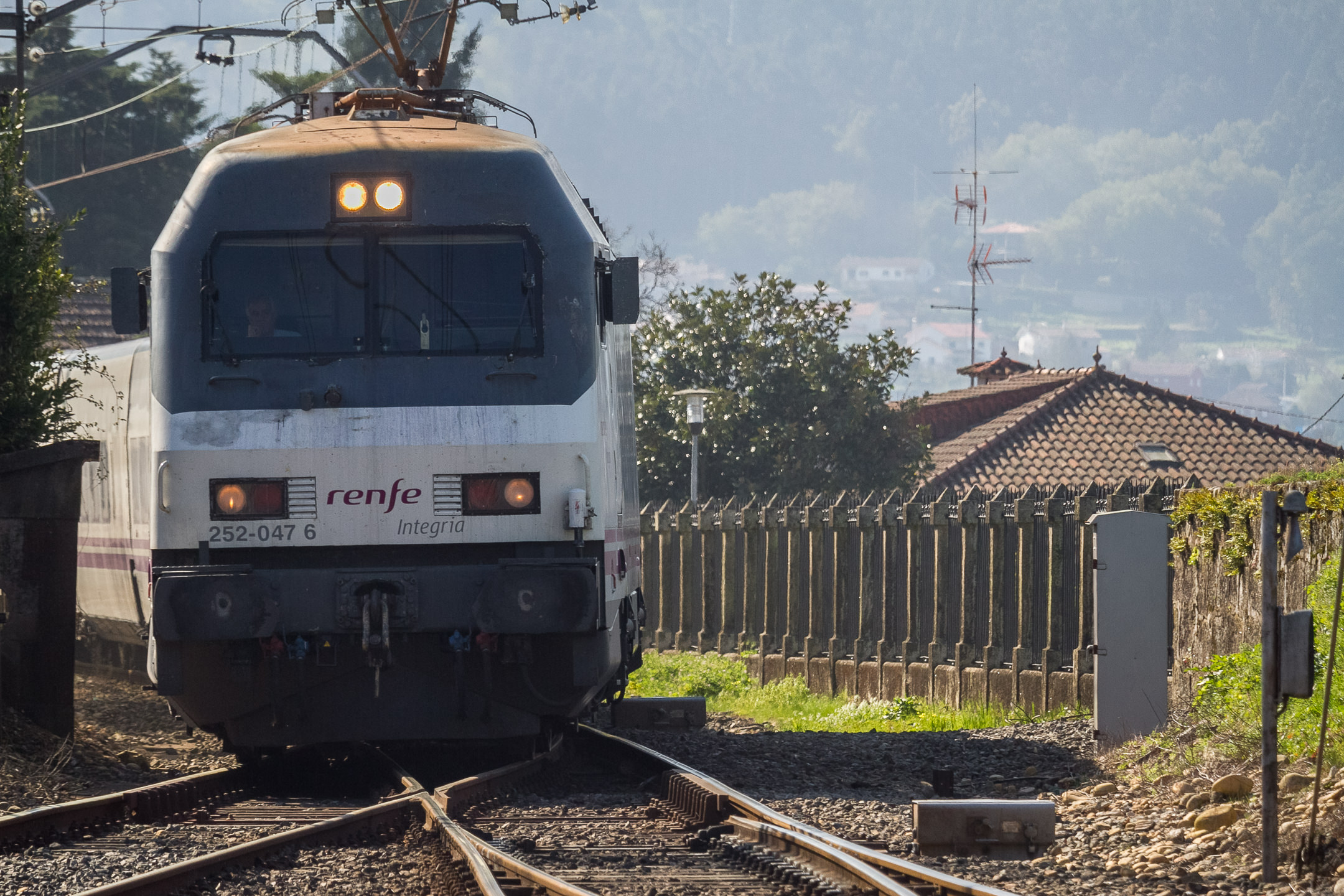
Un Trenhotel de Renfe procedente de Barcelona con destino Vigo haciendo una parada comercial en la estación de Guillarei.
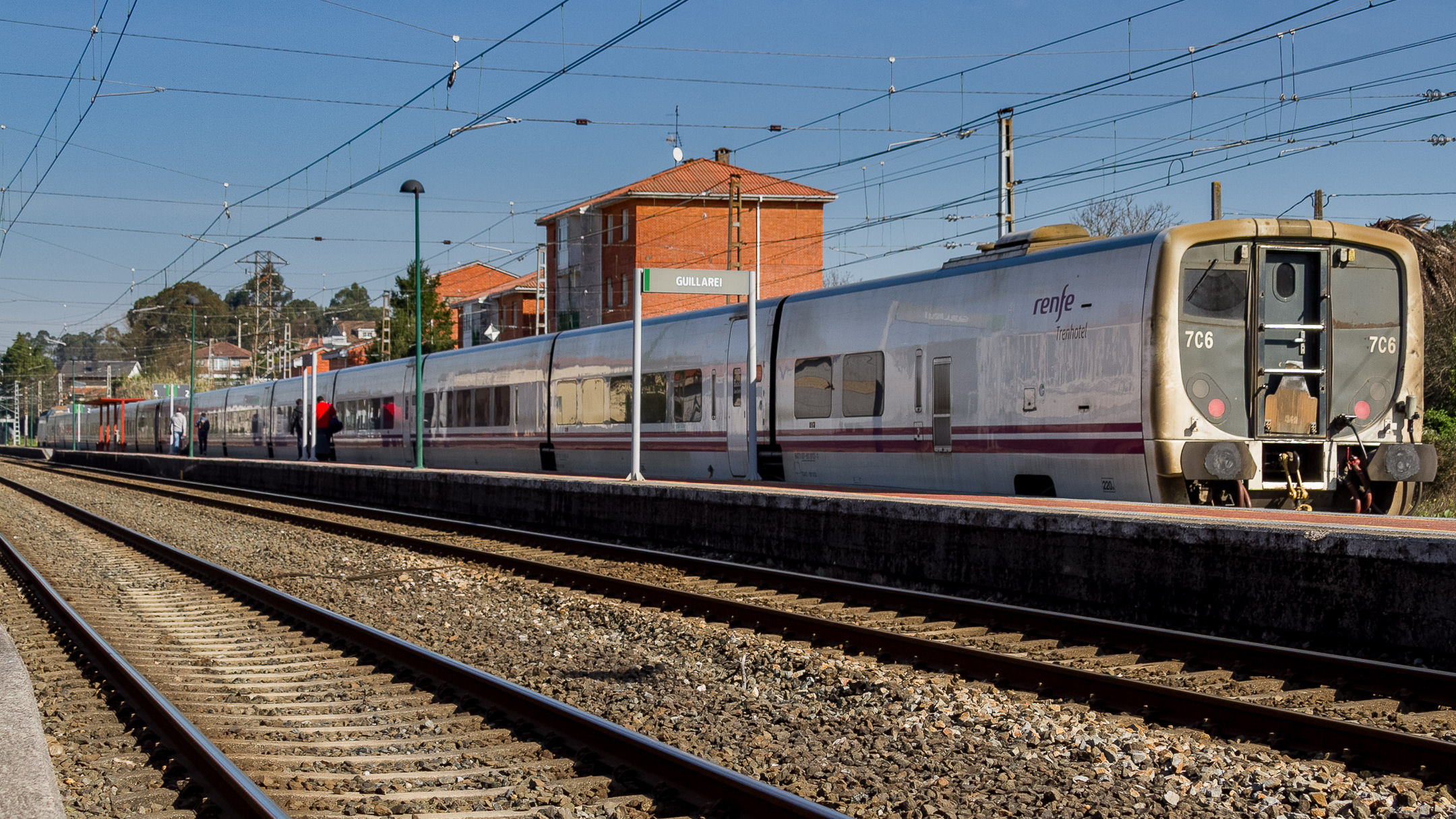
Un Trenhotel de Renfe procedente de Barcelona con destino Vigo haciendo una parada comercial en la estación de Guillarei.

## Servicios Ferroviarios

### Larga Distancia
Los servicios de Larga Distancia operados por Renfe que realizan parada en la estación son los que unen Vigo y Barcelona gracias a servicios diurnos Alvia tres veces por semana.

### Media Distancia
Los trenes de Media Distancia de Renfe con parada en la estación permiten viajar de forma directa a ciudades como Orense, Vigo, Ponferrada o León. 